# Sint-Jeanne d'Arc-kerk (Rouen)

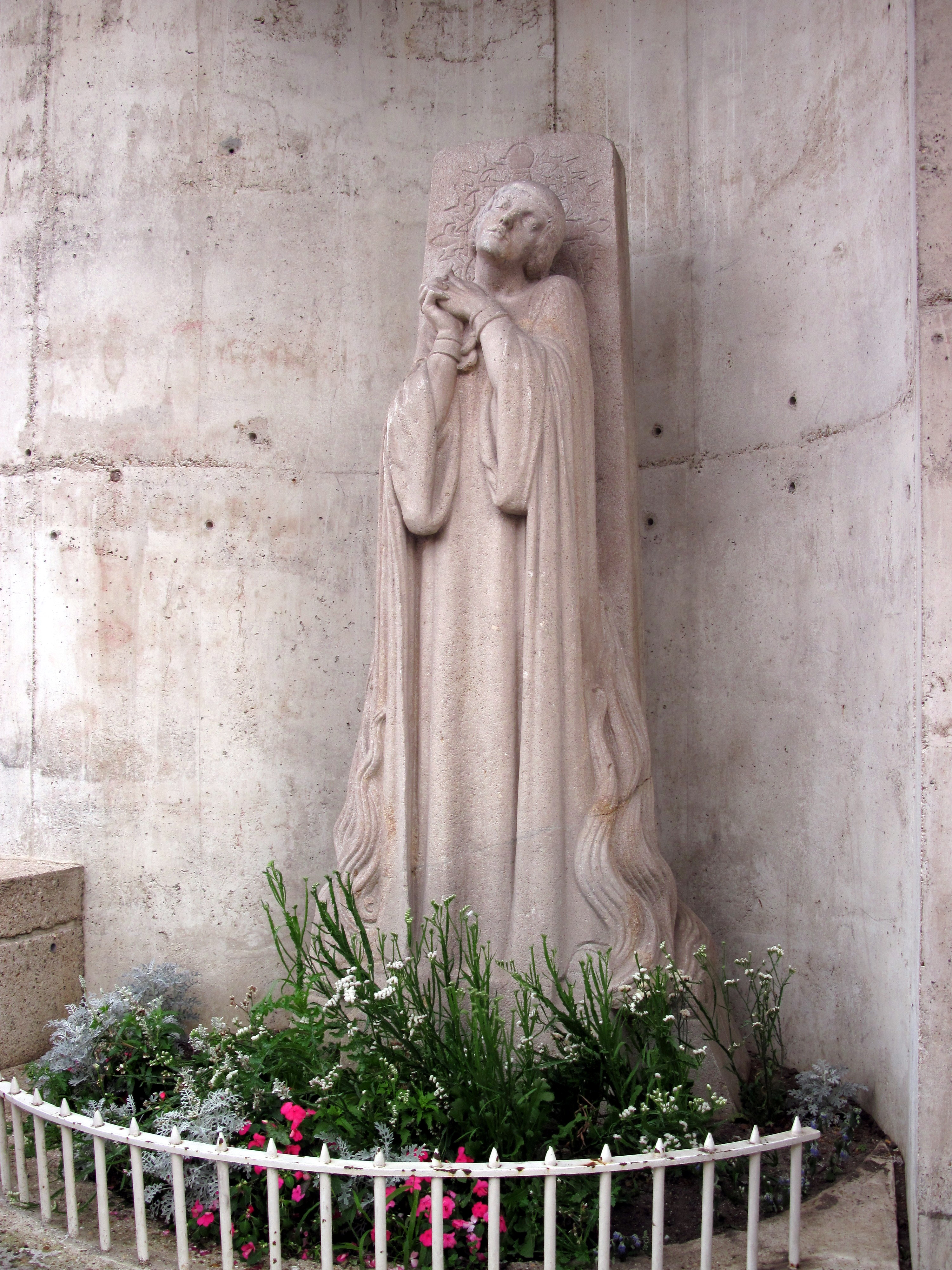
Beeld van Jeanne d'Arc

De Sint-Jeanne d'Arc-kerk (Frans: L'église Sainte-Jeanne-d'Arc ) is een katholieke kerk in het stadscentrum van Rouen.
De kerk van Jeanne d'Arc werd in 1979 voltooid op de Place du Vieux-Marché, de oude marktplaats in het centrum van Rouen. Dit was ook dezelfde plaats waar Jeanne d'Arc op 30 mei 1431 wegens ketterij op de brandstapel werd verbrand. Een kleine tuin, Le Bouchet, die net buiten en ten noorden van de kerk ligt, markeert de exacte plek.
De moderne kerk Jeanne d'Arc en de aangrenzende markthallen zijn ontworpen door architect Louis Arretche. Het geheel kwam in 1979 gereed. De kerk is gewijd op 29 april 1979 en een maand later, op 27 mei 1979, werd de kerk ingehuldigd door president Valéry Giscard d'Estaing.
De vorm van de kerk wijkt sterk van de traditionele bouwvorm af. De vloeiende rondingen zijn bedoeld om de vlammen op te roepen die Jeanne verteerden en van Arc, een gekapseisd schip. Veel vroegchristelijke kerken zijn ontworpen in de vorm van een schip. De kerk staat sinds 2011 geregistreerd als historisch monument.
De kerk is deel ingegraven en gebouwd van gewapend beton. Het dak wordt gevormd door twee parabolen die bij elkaar komen. In de noordmuur zijn de gebrandschilderde ramen uit de renaissance van de voormalige kerk Sint-Vincent verwerkt.
De markthallen lijken tegelijkertijd op kleinere gekapseisde boten en vissen met gapende monden, al is dit laatste het beste van bovenaf te bezien.
Bij de ingang van de kerk, met zicht op Le Bouchet, staat een beeld van Jeanne d'Arc. Het werd gemaakt in 1927 door Maxime Real del Sarte. Het werd korte tijd tentoongesteld op de Place de la Concorde in Parijs, maar verhuisde nog hetzelfde jaar naar Rouen. Het kreeg een nieuwe vaste plaats bij de ingang van de Sint-Jeanne d'Arc-kerk in de jaren zeventig.

## Naslagwerken
- (fr)  Véronique David Rouen église Sainte-Jeanne d'Arc: les verrières, Connaissance du patrimoine de Haute-Normandie (2004) ISBN 2910316033
- (fr)  Norbert Prouin, André Préaux en Anne Jardin, Rouen, place du Vieux-Marché: L'Église Jeanne-d'Arc et ses vitraux (1983) ISBN 2854800567